# Миколаєць Олександр Олександрович
МИКОЛАЄЦЬ (ПРИСЕКОРЯН) ОЛЕКСАНДР ОЛЕКСАНДРОВИЧ
Народився 16 квітня 1993 року в м. Володимир-Волинський на Волині.
Освіта
Здобув вищу освіту в Державному університеті ім. Шимона Шимоновіца в м.
Замості (Республіка Польща), потім у Національному університеті
біоресурсів та природокористування України. Закінчив аспірантуру, захистив
дисертацію та отримав науковий ступінь кандидата наук з державного
управління. З вересня 2023 року був здобувачем вищої освіти зі спеціальності 081
«Право» в Навчально-науковому інституті права Державного податкового
університету.
Професійно займався спортом – культуризмом, працював тренером у
мережі Sport Life в Києві. Успішно брав участь у змаганнях з бодібілдингу.
З 2015 року був членом ГО «За майбутнє України» та здійснював на
волонтерських засадах допомогу в зоні проведення АТО на сході України.
У 2016 року нагороджений відзнакою Президента України «За гуманітарну
участь в Антитерористичній Операції».
З 2016 року проходив військову службу за контрактом у складі
Національної Гвардії України старшим офіцером оперативного відділення
штабу 27 Печерської бригади.
У 2020 році виконував службові (бойові) завдання в районі проведення
операції Об’єднаних сил з відсічі та стримування збройної агресії російської
федерації на території Донецької і Луганської областей.
```
За старанність, професіоналізм, сумлінне виконання службових (бойових) завдань, військову дисципліну та ініціативу висловлена Подяка та нагороджений Грамотою.
```

З 2024 року брав участь у заходах, необхідних для забезпечення оборони
України, захисту безпеки населення та інтересів держави у зв’язку з
військовою агресією російської федерації проти України, перебуваючи в
ОТУ «Лиман», в ОСУВ «Хортиця», ОТУ «Старобільськ».
Остання посада – старший офіцер оперативного відділення секції
планування застосування штабу військової частини 3066, майор
Національної Гвардії України. (В\Ч А3066).
Помер 23.07.2024 одразу після повернення з тяжкої ротації.
Похований року на кладовищі в Софіївська Борщагівка на Київщині.
| Емблема Збройних сил України | Це незавершена стаття про військового чи військову Збройних сил України. Ви можете допомогти проєкту, виправивши або дописавши її. |